# Estany Martí
L'estany Martí és un estany d'unes 2 hectàrees de superfície que es localitza vora el mas Faig, prop de l'Estany d'en Parú, al municipi de Cantallops. Es tracta d'un estany mediterrani d'inundació temporal.
A l'estany Martí hi ha una petita taca de pradells d'isoets i de creixenars amb glicèria, així com jonqueres acidòfiles montanes.
Pel que fa als hàbitats d'interès comunitari, a més de l'hàbitat prioritari 3170* Basses i tolls temporers mediterranis, hi apareixen els hàbitats 3120 Aigües estagnants oligotròfiques molt poc mineralitzades, amb Isoetes spp., en terrenys generalment arenosos de la Mediterrània occidental, 3130 Aigües estagnants, poc o molt mesotròfiques, amb vegetació de les classes Littorelletea uniflorae i/o Isoeto-Nanojuncetea i 6510 Prats de dall de terra baixa i de la muntanya mitjana (Arrhenatherion).
Ja no s'hi observen les zones de canyissars que havien estat anteriorment descrites a l'espai, probablement com a resultat del seu procés gradual de dessecació. Malauradament, les rases de drenatge que s'hi han fet i la colmatació natural estan accelerant la substitució de les comunitats vegetals més higròfiles, per gespes calcigades de Rumex, Festuca i Carex, de menor interès conservacionista.
Caldria revertir el procés de dessecació de l'estany, eliminant les rases de drenatge.
L'estany Martí està inclòs dins l'espai de la Xarxa Natura 2000 ES5120009 "Basses de l'Albera".